# Canton de Crozon
Le canton de Crozon est une circonscription électorale française située dans le département du Finistère et la région Bretagne.

## Histoire
Le canton de Crozon a été créé en 1790.
Un nouveau découpage territorial du Finistère entre en vigueur à l'occasion des élections départementales de mars 2015, défini par le décret du 13 février 2014, en application des lois du 17 mai 2013 (loi organique 2013-402 et loi 2013-403). Les conseillers départementaux sont, à compter de ces élections, élus au scrutin majoritaire binominal mixte. Les électeurs de chaque canton élisent au Conseil départemental, nouvelle appellation du Conseil général, deux membres de sexe différent, qui se présentent en binôme de candidats. Les conseillers départementaux sont élus pour 6 ans au scrutin binominal majoritaire à deux tours, l'accès au second tour nécessitant 12,5 % des inscrits au 1er tour. En outre la totalité des conseillers départementaux est renouvelée. Ce nouveau mode de scrutin nécessite un redécoupage des cantons dont le nombre est divisé par deux avec arrondi à l'unité impaire supérieure si ce nombre n'est pas entier impair, assorti de conditions de seuils minimaux. Dans le Finistère, le nombre de cantons passe ainsi de 54 à 27. Le nombre de communes du canton de Crozon passe de 7 à 18.
Le nouveau canton de Crozon est formé de communes des anciens cantons de Crozon (7 communes) et de Châteaulin (11 communes). Le canton est entièrement inclus dans l'arrondissement de Châteaulin, excepté Quéménéven (arrondissement de Quimper). Le bureau centralisateur est situé à Crozon.

## Représentation

### Conseillers d'arrondissement (de 1833 à 1940)
| Période                                  | Période                | Identité                                 | Étiquette                      | Qualité |
| ---------------------------------------- | ---------------------- | ---------------------------------------- | ------------------------------ | --- |
| 1833                                     | 1842                   | Jean Baptiste Druy (?-1855)              |                                | Ancien sergent-major d'artillerie de marine, juge de paix du canton de Crozon                               |
| 1842                                     | 1848                   | Joseph Marie Mercier (1802-1873)         |                                | Curé de la paroisse Saint-Louis à Brest, propriétaire à Crozon                                              |
|                                          |                        |                                          |                                | |
| 1871                                     | 1892                   | Émile Guillaume Pelliet père (1831-1899) | Républicain                    | Notaire, adjoint au maire de Crozon                                                                         |
| 1892                                     | 7 oct.1900 (démission) | Émile Paul Pelliet fils (1857-1901)      | Républicain                    | Notaire à Crozon                                                                                            |
| 1901                                     | 1919                   | Michel Balcon                            | Républicain Catholique Libéral | Commerçant, maire de Crozon (1908-1918)                                                                     |
| 1919                                     | 1931                   | Nicolas Goalès                           | RG                             | Négociant en vins à Crozon                                                                                  |
| 1931                                     | 1937                   | Emmanuel Donard                          | Radical                        | Médecin, adjoint au maire de Crozon                                                                         |
| 1937                                     | 1940                   | Pierre Quentric (1878-1949)              | PDP                            | Pensionné de la Marine, Morgat, Crozon                                                                      |
| 1940                                     |                        |                                          |                                | Les conseils d'arrondissement ont été suspendus par la loi du 12 octobre 1940 et n'ont jamais été réactivés |
| Les données manquantes sont à compléter. |                        |                                          |                                | |

### Conseillers généraux de 1833 à 2015
| Période | Période      | Identité                                                | Étiquette                             | Qualité                                                                                              |
| ------- | ------------ | ------------------------------------------------------- | ------------------------------------- | --- |
| 1833    | 1836         | Hervé Savina (1773-1853)                                |                                       | Notaire royal, maire de Telgruc                                                                      |
| 1836    | 1843 (décès) | Emmanuel Le Gentil de Quélern (1773-1843)               |                                       | Colonel du Génie, maréchal-de-camp en retraite à Roscanvel Egyptologue                               |
| 1843    | 1848         | Jean-Sébastien Goury des Tuileries                      | Majorité gouvernementale              | Ingénieur, inspecteur divisionnaire adjoint au corps royal des ponts et chaussées Député (1839-1848) |
| 1848    | 1852         | Hervé Savina                                            |                                       | Notaire, maire de Telgruc                                                                            |
| 1852    | 1871         | Eugène Bois-Viel                                        | Majorité dynastique                   | Négociant, propriétaire Député (1865-1870)                                                           |
| 1871    | 1874         | Thomas Fénigan                                          |                                       | Avocat à Crozon                                                                                      |
| 1874    | 1880         | Edouard Fénigan (fils)                                  | Républicain                           | Avoué et avocat à Châteaulin                                                                         |
| 1880    | 1885 (décès) | Hervé Louboutin (1808-1885)                             | Républicain                           | Docteur-médecin - Maire de Crozon                                                                    |
| 1885    | 1910         | René Hippolyte Louboutin (fils du précédent)(1844-1915) | Républicain                           | Maire de Crozon (1883-1908)                                                                          |
| 1910    | 1919         | François Moulin                                         | Républicain Progressiste              | Adjoint au maire de Crozon                                                                           |
| 1919    | 1925         | Jean Cariou                                             | Rép.G                                 | Maire de Crozon                                                                                      |
| 1925    | 1940         | Henri Kéranguyader (1868-1949)                          | RG                                    | Médecin, maire de Crozon                                                                             |
|         |              |                                                         |                                       | |
| 1945    | 1949 (décès) | Henri Kéranguyader                                      | DVD                                   | Médecin                                                                                              |
| 1949    | 1979         | Louis Jacquin (1912-2008)                               | RPF puis RS puis DVD puis CD puis UDF | Médecin, maire de Crozon (1965-1971)                                                                 |
| 1979    | 1985         | Claude Yvenat                                           | PS                                    | Directeur d'école Maire de Crozon (1977-1983)                                                        |
| 1985    | 2004         | Jean-Jacques Fabien                                     | RPR                                   | Attaché commercial Maire de Crozon (1983-1989) Suppléant du député Jean Crenn (1981-1986)            |
| 2004    | 2011         | Dominique Trétout                                       | PS                                    | Ingénieur en informatique Conseillère municipale de Crozon                                           |
| 2011    | 2015         | Louis Ramoné                                            | DVG                                   | Retraité, maire de Lanvéoc                                                                           |

### Conseillers départementaux après 2015
| Période élective | Période élective | Mandat | Mandat   | Identité        | Nuance | Nuance | Qualité                                                                                  |
| ---------------- | ---------------- | ------ | -------- | --------------- | ------ | ------ | ---------------------------------------------------------------------------------------- |
| 2015             | 2021             | 2015   | 2021     | Jacques Gouerou |        | DVD    | Ancien responsable FNSEA Maire de Cast Ancien conseiller général du Canton de Châteaulin |
| 2015             | 2021             | 2015   | 2021     | Monique Porcher |        | DVD    | Retraitée Adjointe au maire de Crozon                                                    |
| 2021             | 2028             | 2021   | en cours | Jacques Gouerou |        | DVD    | Conseiller sortant, 2ème Vice-Président du conseil départemental                         |
| 2021             | 2028             | 2021   | en cours | Monique Porcher |        | DVD    | Conseillère sortante                                                                     |

### Résultats détaillés

#### Élections de mars 2015
À l'issue du 1er tour des élections départementales de 2015, deux binômes sont en ballottage : Jacques Gouerou et Monique Porcher (Union de la Droite, 39,73 %) et Christine Lelievre et Louis Ramoné (PS, 38,12 %). Le taux de participation est de 54,39 % (14 390 votants sur 26 456 inscrits) contre 51,11 % au niveau départementalet 50,17 % au niveau national.
Au second tour, Jacques Gouerou et Monique Porcher (Union de la Droite) sont élus avec 55,2 % des suffrages exprimés et un taux de participation de 54,33 % (7 404 voix pour 14 371 votants et 26 453 inscrits).

#### Élections de juin 2021
Le premier tour des élections départementales de 2021 est marqué par un très faible taux de participation (33,26 % au niveau national). Dans le canton de Crozon, ce taux de participation est de 38,41 % (10 130 votants sur 26 374 inscrits) contre 35,55 % au niveau départemental. À l'issue de ce premier tour, deux binômes sont en ballottage : Jacques Gouerou et Monique Porcher (Union au centre et à droite, 49,78 %) et Florence Le Coz et Alain Le Quellec (Union à gauche, 33,03 %).
Le second tour des élections est marqué une nouvelle fois par une abstention massive équivalente au premier tour. Les taux de participation sont de 34,36 % au niveau national, 36,76 % dans le département et 39,31 % dans le canton de Crozon. Jacques Gouerou et Monique Porcher (Union au centre et à droite) sont élus avec 61,48 % des suffrages exprimés (6 031 voix pour 10 368 votants et 26 374 inscrits),,. 

## Composition

### Composition avant 2015

Localisation du canton de Crozon avant 2015

Le canton de Crozon regroupe sept communes.
| Nom                | Code Insee | Codepostal | Superficie (km2) | Population (dernière pop. légale) | Densité (hab./km2) |
| ------------------ | ---------- | ---------- | ---------------- | --------------------------------- | ------------------ |
| Crozon (chef-lieu) | 29042      | 29160      | 80,37            | 7 692 (2012)                      | 96                 |
| Argol              | 29001      | 29560      | 31,73            | 996 (2012)                        | 31                 |
| Camaret-sur-Mer    | 29022      | 29570      | 11,64            | 2 602 (2012)                      | 224                |
| Landévennec        | 29104      | 29560      | 13,83            | 344 (2012)                        | 25                 |
| Lanvéoc            | 29120      | 29160      | 19,21            | 2 224 (2012)                      | 116                |
| Roscanvel          | 29238      | 29570      | 9,08             | 876 (2012)                        | 96                 |
| Telgruc-sur-Mer    | 29280      | 29560      | 28,29            | 2 101 (2012)                      | 74                 |

### Composition à partir de 2015
Le canton de Crozon comprend désormais dix-huit communes entières.
| Nom                            | Code Insee | Intercommunalité                       | Superficie (km2) | Population (dernière pop. légale) | Densité (hab./km2) | Modifier                                    |
| ------------------------------ | ---------- | -------------------------------------- | ---------------- | --------------------------------- | ------------------ | ------------------------------------------- |
| Crozon (bureau centralisateur) | 29042      | CC Presqu'île de Crozon-Aulne maritime | 80,37            | 7 410 (2022)                      | 92                 | modifier les données · modifier les données |
| Argol                          | 29001      | CC Presqu'île de Crozon-Aulne maritime | 31,73            | 1 043 (2022)                      | 33                 | modifier les données · modifier les données |
| Camaret-sur-Mer                | 29022      | CC Presqu'île de Crozon-Aulne maritime | 11,64            | 2 448 (2022)                      | 210                | modifier les données · modifier les données |
| Cast                           | 29025      | CC de Pleyben-Châteaulin-Porzay        | 37,66            | 1 557 (2022)                      | 41                 | modifier les données · modifier les données |
| Châteaulin                     | 29026      | CC de Pleyben-Châteaulin-Porzay        | 20,81            | 5 106 (2022)                      | 245                | modifier les données · modifier les données |
| Dinéault                       | 29044      | CC de Pleyben-Châteaulin-Porzay        | 45,96            | 1 858 (2022)                      | 40                 | modifier les données · modifier les données |
| Landévennec                    | 29104      | CC Presqu'île de Crozon-Aulne maritime | 13,83            | 335 (2022)                        | 24                 | modifier les données · modifier les données |
| Lanvéoc                        | 29120      | CC Presqu'île de Crozon-Aulne maritime | 19,21            | 1 951 (2022)                      | 102                | modifier les données · modifier les données |
| Ploéven                        | 29166      | CC de Pleyben-Châteaulin-Porzay        | 13,11            | 534 (2022)                        | 41                 | modifier les données · modifier les données |
| Plomodiern                     | 29172      | CC de Pleyben-Châteaulin-Porzay        | 46,74            | 2 254 (2022)                      | 48                 | modifier les données · modifier les données |
| Plonévez-Porzay                | 29176      | CC de Pleyben-Châteaulin-Porzay        | 29,23            | 1 783 (2022)                      | 61                 | modifier les données · modifier les données |
| Port-Launay                    | 29222      | CC de Pleyben-Châteaulin-Porzay        | 2,00             | 396 (2022)                        | 198                | modifier les données · modifier les données |
| Quéménéven                     | 29229      | CA Quimper Bretagne occidentale        | 28,21            | 1 116 (2022)                      | 40                 | modifier les données · modifier les données |
| Roscanvel                      | 29238      | CC Presqu'île de Crozon-Aulne maritime | 9,08             | 825 (2022)                        | 91                 | modifier les données · modifier les données |
| Saint-Coulitz                  | 29243      | CC de Pleyben-Châteaulin-Porzay        | 11,22            | 471 (2022)                        | 42                 | modifier les données · modifier les données |
| Saint-Nic                      | 29256      | CC de Pleyben-Châteaulin-Porzay        | 18,03            | 756 (2022)                        | 42                 | modifier les données · modifier les données |
| Telgruc-sur-Mer                | 29280      | CC Presqu'île de Crozon-Aulne maritime | 28,29            | 2 145 (2022)                      | 76                 | modifier les données · modifier les données |
| Trégarvan                      | 29289      | CC de Pleyben-Châteaulin-Porzay        | 9,68             | 127 (2022)                        | 13                 | modifier les données · modifier les données |
| Canton de Crozon               | 2909       |                                        | 456,80           | 32 115 (2022)                     | 70                 | modifier les données                        |

## Démographie

### Démographie avant 2015
| 1962   | 1968   | 1975   | 1982   | 1990   | 1999   | 2006   | 2011   | 2012   |
| ------ | ------ | ------ | ------ | ------ | ------ | ------ | ------ | ------ |
| 15 927 | 16 308 | 16 162 | 16 129 | 16 118 | 15 805 | 16 697 | 16 884 | 16 835 |

### Démographie depuis 2015
En 2022, le canton comptait 32 115 habitants, en évolution de −1,95 % par rapport à 2016 (Finistère : +2,16 %, France hors Mayotte : +2,11 %).
| 2013   | 2018   | 2022   |
| ------ | ------ | ------ |
| 32 797 | 32 322 | 32 115 |